# Kassenärztliche Vereinigung Bayerns

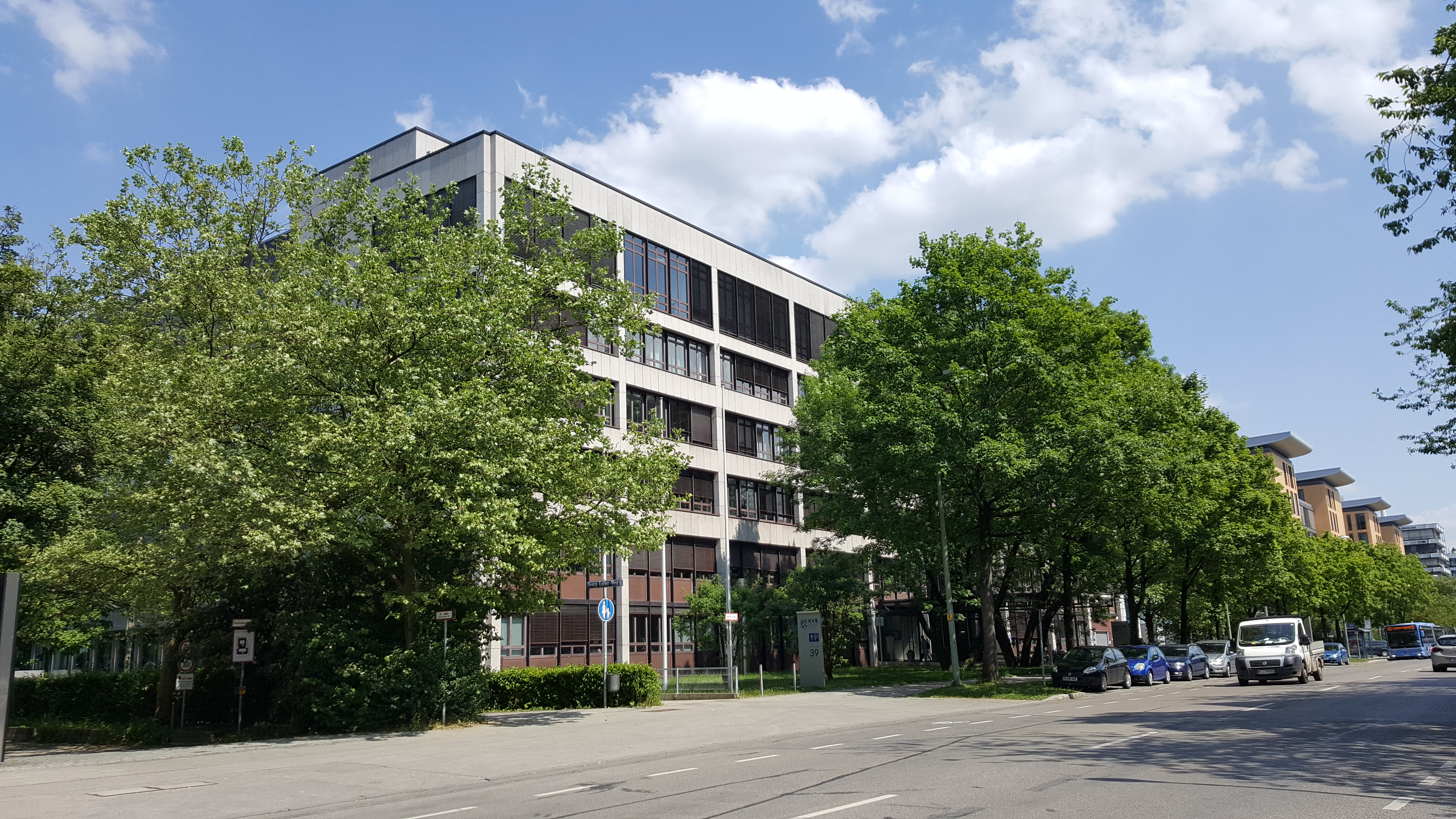
Verwaltungsgebäude am Dienstsitz München

Die Kassenärztliche Vereinigung Bayerns (KVB) ist die größte der insgesamt 17 Kassenärztlichen Vereinigungen (KVen) in Deutschland. Als Körperschaft des öffentlichen Rechts vertritt die KVB die Interessen ihrer Mitglieder, der rund 30.150 in Bayern niedergelassenen Vertragsärzte und -psychotherapeuten, gegenüber Politik, Krankenkassen und Öffentlichkeit. Gleichzeitig erfüllt sie als hoheitlich handelnde Behörde die ihr vom Bundesgesetzgeber übertragenen Aufgaben der Sicherstellung und Gewährleistung: Die KVB stellt sicher, dass flächendeckend in ganz Bayern Hausärzte, Fachärzte und Psychotherapeuten tätig sind, die gesetzlich Krankenversicherte gegen Vorlage der Elektronischen Gesundheitskarte behandeln. Und sie gewährleistet, dass die in der ambulanten Versorgung tätigen Ärzte und Psychotherapeuten gut aus- und fortgebildet sind, ausschließlich moderne Medizintechnik einsetzen und mit den finanziellen Mitteln der Gesetzlichen Krankenversicherung wirtschaftlich umgehen (Wirtschaftlichkeitsgebot gemäß § 12 SGB V). Zudem organisiert und verantwortet die KVB den Ärztlichen Bereitschaftsdienst ebenso wie den flächendeckenden bodengebundenen Notarztdienst in Bayern.
Die KVB unterliegt der Rechtsaufsicht des Bayerischen Staatsministerium für Gesundheit und Pflege (StMGP), entscheidet aber in eigener Zuständigkeit im Rahmen der Vorgaben durch das Fünfte Sozialgesetzbuch (SGB V) über ihre Angelegenheiten. Sie übt darüber hinaus als obere Landesbehörde hoheitliche Aufgaben aus und führt das bayerische Dienstsiegel und das bayerische Staatswappen. Die Verwaltungskosten der KVB werden durch die Verwaltungskostenumlage ihrer Mitglieder getragen.

## Mitgliedschaft
Alle zur vertragsärztlichen Tätigkeit zugelassenen Ärztinnen und Ärzte, ärztlichen und psychologischen Psychotherapeutinnen und -therapeuten sowie Kinder- und Jugendlichenpsychotherapeutinnen und -therapeuten sind Mitglieder ihrer Kassenärztlichen Vereinigung. Die Mitgliedschaft ist durch § 77 Abs. 5 SGB V gesetzlich begründet, so dass eine Pflichtmitgliedschaft besteht. Ein Austritt aus der Körperschaft ist daher immer auch zwangsläufig mit dem Verzicht auf die Zulassung zur vertragsärztlichen oder vertragspsychotherapeutischen Tätigkeit verbunden.

## Aufgaben

### Sicherstellungsauftrag
Der Gesetzgeber hat der Ärztlichen Selbstverwaltung – also den 17 Kassenärztlichen Vereinigungen (KVen) in den Bundesländern sowie der Kassenärztlichen Bundesvereinigung – die Sicherstellung der vertragsärztlichen Versorgung übertragen (Sicherstellungsauftrag gemäß § 72 / § 75 SGB V). Seit 1999 zählt dazu neben der ambulanten haus- und fachärztlichen auch die psychotherapeutische Versorgung. Die KVen haben zusammen mit den Krankenkassen als Partner in der Gemeinsamen Selbstverwaltung dafür zu sorgen, dass alle gesetzlichen Vorgaben des SGB V korrekt umgesetzt werden.
Innerhalb des gesetzlichen Rahmens haben KVen und Krankenkassen in den einzelnen Ländern die Möglichkeit, die ambulante Versorgung gemäß regionaler Bedürfnisse auszugestalten. Unter anderem deswegen sieht die ambulante Versorgungslandschaft in einem Stadtstaat wie Berlin, Hamburg oder Bremen anders aus als in Deutschlands flächenmäßig größtem Bundesland, dem Freistaat Bayern.
Jedoch haben KVB und Krankenkassen in Bayern nicht völlig freie Hand: Neben den gesetzlichen Bestimmungen gibt es auch noch eine Vielzahl weiterer Regelungen zu beachten, die bundesweit Gültigkeit haben: so etwa die Beschlüsse des Gemeinsamen Bundesausschusses (G-BA) zur Bedarfsplanung. Darin wird beispielsweise geregelt, wie viele Ärzte oder Psychotherapeuten welcher Fachrichtung sich in bestimmten Regionen maximal niederlassen dürfen. Vorgaben aus der bundesweit gültigen Bedarfsplanungs-Richtlinie sind für die KVB zwingend zu berücksichtigen.
Die KVB gestaltet die ambulante Versorgung für die mehr als zehn Millionen gesetzlich Krankenversicherten in Bayern während und außerhalb der üblichen Sprechstundenzeiten gemäß dem Sicherstellungsauftrag. Ziel ist dabei eine wohnortnahe Versorgung bei gleichzeitig verantwortungsvollem Umgang mit den finanziellen Ressourcen der Gesetzlichen Krankenversicherung, sprich: den Mitgliedsbeiträgen der gesetzlich Krankenversicherten.
So heißt es in § 72 SGB V: „Die vertragsärztliche Versorgung ist […] so zu regeln, dass eine ausreichende, zweckmäßige und wirtschaftliche Versorgung der Versicherten unter Berücksichtigung des allgemein anerkannten Standes der medizinischen Erkenntnisse gewährleistet ist und die ärztlichen Leistungen angemessen vergütet werden.“
Der Sicherstellungsauftrag gilt rund um die Uhr, also auch außerhalb der üblichen Sprechstundenzeiten. Daher leisten die niedergelassenen Ärzte über ihre Arbeit in der Praxis hinaus den Ärztlichen Bereitschaftsdienst.
Außerdem stellt die KVB die notärztliche Versorgung in der bodengebundenen Notfallrettung sicher. Der gesetzliche Auftrag dazu stammt aus dem Bayerischen Rettungsdienstgesetz (Art. 14 BayRDG). Die KVB ist in dieser Funktion Aufsichts- und Zulassungsbehörde der im öffentlich-rechtlichen Notarztdienst in Bayern tätigen Notärzte. In dieser Funktion ist die KVB auch direkt stimmberechtigtes Mitglied des bayerischen Rettungsdienstdienstausschusses beim Bayerischen Staatsministerium des Innern, für Sport und Integration.

### Interessensvertretung
Die KVB vertritt die Interessen ihrer Mitglieder, der ca. 30.500 im Freistaat niedergelassenen Vertragsärzte und -psychotherapeuten, unter anderem in folgenden Belangen:

#### Honorarverhandlungen mit Krankenkassen
Die KVB verhandelt mit den Krankenkassen in Bayern – auf Basis der Vorgaben aus den Verhandlungen von Kassenärztlicher Bundesvereinigung und Spitzenverband Bund der Krankenkassen – das Gesamthonorar für alle ambulant erbrachten ärztlichen und psychotherapeutischen Leistungen und schließt Honorarverträge über die für die ambulante Versorgung zu zahlende Gesamtvergütung. Dabei handelt es sich in Bayern um ein jährliches Finanzvolumen von rund 5,765 Milliarden Euro. Die ausgehandelte Gesamtvergütung wird nach dem von der KVB (in Abstimmung mit den ärztlichen Berufsverbänden) gestalteten Honorarverteilungsmaßstab verteilt.
Die KVB ist nicht an Verträgen zur Hausarztzentrierten Versorgung zwischen Krankenkassen und dem Bayerischen Hausärzteverband beteiligt.

#### Abrechnung und Auszahlung der Honorare
Die KVB wickelt für ihre Mitglieder die Abrechnung der gegen Vorlage der Elektronischen Gesundheitskarte erbrachten ärztlichen und psychotherapeutischen Leistungen mit den Krankenkassen ab und zahlt die Honorare an die Vertragsärzte und -psychotherapeuten aus.

#### Beratung für Mitglieder und medizinischen Nachwuchs
Die KVB berät ihre Mitglieder zu allen Bereichen der vertragsärztlichen und -psychotherapeutischen Tätigkeit. Dies betrifft unter anderem Fragen der Abrechnung, Verordnung, Wirtschaftlichkeit oder Praxisführung. Zudem unterstützt die KVB Ärzte und Psychotherapeuten, die in der ambulanten Versorgung tätig werden wollen – unter anderem mit Beratung und finanzieller Förderung gemäß der Sicherstellungsrichtlinie der KVB.

#### Berufs- und gesundheitspolitisches Engagement
Die KVB setzt sich für ihre Mitglieder berufspolitisch ein: für die Wahrung der Freiberuflichkeit, die Niederlassungsfreiheit, das Recht auf freie Arztwahl der Patienten und eine leistungsgerechte Honorierung der ärztlichen und psychotherapeutischen Tätigkeit.

### Gewährleistungsauftrag
Die KVB verantwortet Qualität und Wirtschaftlichkeit der ambulanten ärztlichen und psychotherapeutischen Versorgung in Bayern.
Die KVB gewährleistet gegenüber den Krankenkassen eine ordnungsgemäße Erbringung der ambulanten Leistungen durch ihre Mitglieder, die niedergelassenen Ärzte und Psychotherapeuten. Grundlage dafür sind Gesetze, Richtlinien und Verträge. Zum Gewährleistungsauftrag der KVB gegenüber den Krankenkassen gehört außerdem die Überprüfung der Abrechnungen ihrer Mitglieder auf Plausibilität und Wirtschaftlichkeit und die Überwachung der vertragsärztlichen Pflichten.
Somit sorgt die KVB dafür, dass nur diejenigen Ärzte und Psychotherapeuten in der vertragsärztlichen Versorgung tätig sind, die
- gut aus- und fortgebildet sind und somit nach allgemein anerkanntem Stand medizinischer Erkenntnisse (§ 72 SGB V) handeln
- moderne Medizintechnik und geprüfte Geräte verwenden
- Hygienevorschriften einhalten
- spezielle Voraussetzungen, die bei besonderen ärztlichen oder psychotherapeutischen Leistungen teilweise an Ausbildung, Räumlichkeiten oder Geräte gestellt werden, erfüllen
- Dokumentationspflichten nachkommen
- sparsam mit den Finanzmitteln der Gesetzlichen Krankenversicherung umgehen.

Zudem obliegt der KVB die Prüfung der Abrechnung auf Plausibilität: Sie prüft mittels standardisierter Verfahren, ob Art und Summe der von Ärzten und Psychotherapeuten abgerechneten Leistungen jeweils realistisch sind.
Außerdem hat die KVB auf eine wirtschaftliche Verordnungsweise zu achten. Dabei geht es um die Verordnung von Arzneien, Heil- und Hilfsmitteln. Während es früher bei Richtgrößenprüfungen aufgrund hoher Verordnungszahlen häufiger zu Regressen für Ärzte kam (finanzielle Rückforderungen seitens der Krankenkassen gegen einzelne verordnende Ärzte), gilt inzwischen in Bayern eine Wirkstoffvereinbarung.